# Xi2 Centauri
Xi2 Centauri (ξ2  Centauri, förkortat Xi2 Cen, ξ2  Cen) som är stjärnans Bayerbeteckning, är en trippelstjärna belägen i den mellersta delen av stjärnbilden Kentauren och bildar en vid dubbelstjärna med den något svagare Xi1 Centauri. Den har en skenbar magnitud på 4,30 och är synlig för blotta ögat där ljusföroreningar ej förekommer. Baserat på parallaxmätning inom Hipparcosuppdraget på ca 7,0 mas, beräknas den befinna sig på ett avstånd på ca 470 ljusår (ca 143 parsek) från solen. På det beräknade avståndet minskas dess skenbara magnitud av en interstellär skymningsfaktor på 0,32 på grund av mellanliggande stoft.

## Egenskaper
Primärstjärnan i Xi2 Centauri A är en blå till vit stjärna i huvudserien av spektralklass B1.5 V eller B2 IV, beroende på källa, vilket anger att den kan vara en huvudseriestjärna eller en mer utvecklad underjättestjärna. Den har en massa som är ca 8,1 gånger större än solens massa, en radie som är ca 2,6 gånger större än solens och utsänder från dess fotosfär ca 1 700 gånger mera energi än solen vid en effektiv temperatur på ca 20 800 K.
I trippelstjärnan ingår en tredje stjärna, Xi2 Centauri B, som är en stjärna i huvudserien av spektralklass F7 V och skenbar magnitud 9,38. Den har en massa som är ca 1,25 gånger solens massa och utstrålar 2,4 gånger mera energi än solen vid en effektiv temperatur på ca 6 200 K. Den är separerad med 25,1 bågsekunder från det inre paret. De har en gemensam egenrörelse, vilket tyder på att de kan vara gravitationsbundna med en omloppstid på omkring 41 000 år.  Det inre paret, komponent A, kretsar kring varandra med en period av 7,6497 dygn och en excentricitet på 0,35. Hela system upptäcktes som en enkelsidig spektroskopisk dubbelstjärna år 1910 av amerikansk astronom Joseph Haines Moore.